# 留梦炎
留夢炎（？—1295年），字漢輔，號忠齋，浙江衢州人。

## 生平
宋理宗淳祐四年（1244年）甲辰科狀元，同榜有鄧文勉、陳卓。德祐元年（1275年）為右丞相兼樞密使都督諸路兵馬，進左丞相，十一月，元軍逼近臨安（今杭州），棄位遁去。隔年任湖南北安撫大使，不久降元。留夢炎曾對文天祥勸降，天祥怒斥之。前朝舊官王積翁、謝昌元等十人请求元帝特赦文天祥为道士，夢炎堅決反對，曰：“天祥出，复號召江南，置吾十人於何地！”降元後，官至禮部尚書，以翰林學士承旨致仕。元成宗元貞元年（1295年）病死家中。无诗文集传世。《宋史》《元史》皆無傳。

## 評價
- 元世祖曾令趙孟頫作《譏留夢炎詩》以諷刺之。[4]
- 清初大臣陳鵬年在留氏宗祠看到留夢炎畫像大怒，將畫像丟在地上，並下令責打二十杖。[5]
- 浙人曾說：“兩浙有留夢炎，兩浙之羞也。”明朝時，姓留的考生必須具結“非留夢炎後世”方許進場考試。[6]

## 争议
元初邓光荐《文丞相传》提到，主张杀文天祥者的人其實是另一位降元的宋末士人青陽夢炎，而非留梦炎；青陽是複姓，為蜀地流傳的姓氏，而留夢炎是浙江衢州人。